# Les BB
Les BB est un groupe de musique québécois ayant connu un grand succès au Québec à la fin des années 1980 et au début des années 1990. 

## Histoire
Après avoir œuvré à titre de musiciens accompagnateurs pour Rock et Belles Oreilles et pour Marie Carmen, puis avoir participé à la revue musicale Vis ta vinaigrette de Marc Drouin, sous le nom des Beaux Blonds (les B.B), ils devenaient en 1989 l'une des recrues de la maison de disques Isba identifiée alors au renouveau de la chanson pop-rock en français. On pense à Nuance, Les Taches ou Laymen Twaist et surtout à la jeune Mitsou.
Un premier succès "Loulou", accompagné d'un vidéoclip, leur sert de carte de visite et l'album "Les B.B." les projette à l'avant-scène. Les pièces "Fais attention" et "T'es dans la lune" leur assurent les premières places au palmarès. Apparence soignée, rythmes dansants, mélodies accrocheuses, les trois jeunes gens ont tout pour susciter l'enthousiasme d'un public majoritairement féminin.
En 1990, les B.B. sont choisis pour accompagner la nouvelle idole française, Patrick Bruel lors de son passage au Zénith de Paris. Cette année-là, ils se voient décerner trois trophées par l'ADISQ: Groupe de l'année, Album rock de l'année et Spectacle pop-rock de l'année. Après avoir atteint un sommet de ventes avec 200 000 copies pour leur premier album, leur second essai, "Snob" réussit à placer trois nouveaux succès dans les divers classements: "Snob", "Donne-moi ma chance" et "Seul au combat".
Une succession de réussites, en un court laps de temps est un défi extrême, tous en conviennent: même si un troisième album, judicieusement intitulé "3" se voit certifié Disque d'or peu après sa sortie, en 1994, et que le groupe se produit au Forum l'année suivante, une certaine fatigue s'installe. À croire que les titres "Triste cirque" ou "Et tourne le vent" étaient prémonitoires! Le groupe prend une pause à la fin de l'année suivante et ne reprendra forme que huit ans plus tard.
Les membres du trio s'étant adonnés entre-temps à divers projets : Patrick Bourgeois comme animateur du jeu questionnaire télévisé Fa Si La Chanter en plus de proposer deux albums en tant qu'artiste soliste, en 1998 et 2001. Il collabore également au film Karmina pour lequel il écrit la musique. Son collègue François Jean enregistre un album rock en solo en 1996 tandis qu'Alain Lapointe se joint au groupe Zone X avant de graver une version instrumentale des mélodies de "Notre-Dame de Paris" en 2000.
C'est sur le plateau de l'émission Canadian Idol, en décembre 2003, que le trio se retrouve une première fois. L'expérience les motive et le groupe propose un nouvel album aux accents plus acoustiques, intitulé "Bonheur facile" au printemps de 2004. Une nouvelle série de spectacles les mènera aux FrancoFolies en 2008. Une nouvelle réunion plus discrète a lieu en 2011 mais, quatre ans plus tard, c'est la grande offensive pour célébrer le 25e anniversaire du groupe qui marque leur véritable retour en force: album en formule duos, tournée du Québec avec artistes invités, on est en mode festivités.
Patrick Bourgeois meurt le 26 novembre 2017 des suites d'un cancer colorectal. Son fils, Ludovick Bourgeois, reprend parfois certaines chansons du répertoire des BB.
Le groupe est formé de Patrick Bourgeois (1962-2017) (chant, guitare, basse et composition), d'Alain Lapointe (claviers, guitare, basse et chant) et de François Jean (1960-2020) (batterie).

## Quelques titres à succès
- Fais attention
- T'es dans la lune
- Loulou
- Parfum du passé
- Seul au combat
- Snob
- Donne-moi ma chance
- Tu ne sauras jamais

## Discographie

### Les B.B.[4](1989)
1. Fais attention
2. Ton Île
3. Loulou
4. Le Gamin
5. Rose café
6. T'es dans la lune
7. Parfum du passé
8. Ça rend fou
9. Twist de nuit

Certifié 2x platine pour 200 000 exemplaires vendus.

### Snob (1991)
1. Snob
2. Donne-moi ma chance
3. Soir de septembre
4. Seul au combat
5. Comme un loup
6. Le Cœur à côté du lit
7. Cavalière
8. Sans un mot
9. La Sirène
10. Voyou

Certifié platine pour 100 000 exemplaires vendus.

### Une nuit avec les B.B. (1993)
1. Loulou
2. Cœur À Côté du Lit
3. Parfums du Passé
4. Seul au Combat
5. Soir de Septembre
6. Donne-Moi Ma Chance
7. Sirène
8. T'es Dans la Lune
9. Rose Café
10. Fais Gaffe Mon Jack
11. Fais Attention
12. Voyou
13. Snob

### 3 (1994)
1. Tu ne sauras jamais
2. Triste cirque
3. L'Éternel est éphémère
4. La Fille à deux sous
5. L'homme de ta vie
6. Je tends les bras
7. Il est seul
8. L'Âge fou
9. Je n'aurai pas le temps
10. Et tourne le vent

Certifié or pour 50 000 exemplaires vendus.

### Bonheur facile (2004)
1. Bonheur facile
2. L'Étoile du Texaco
3. ...ton cœur qui bat
4. Je m'ennuie comme je t'aime
5. Je monte avec toi
6. Autre chose
7. Dernier mot
8. Au sommet
9. La Dérive des rêves
10. Encore
11. Arrivé de la lune

### Tous Les Succès (2007)
1. Fais Attention
2. Loulou
3. Donne-Moi Ma Chance
4. Tu ne sauras jamais
5. Snob
6. T'es dans la lune
7. Parfum du passé
8. Seul au Combat
9. Je tends les bras
10. Là où l'amour m'attend (Patrick Bourgeois)
11. Rassurez-moi docteur (François Jean)
12. Rose café '93
13. Interview Avec Les BB

### Univers (2011)
1. Univers
2. Tu m'oublieras
3. Je suis à toi
4. Le temps s'en va
5. Je te donnerai
6. Moi-même
7. Résistant
8. Fou de nous
9. Le bien que tu m'as fait
10. Tant que tournera le monde
11. Sept fleurs

## Vidéographie

### Vidéoclips
- Loulou
- Fais attention
- Parfum du passé
- T'es dans la lune (lauréat du prix "groupe de l'année" au Vidéogala par MusiquePlus en 1991)
- Snob
- Donne-moi ma chance
- Seul au combat
- Tu ne sauras jamais
- Je tends les bras
- Autre chose
- Dernier mot

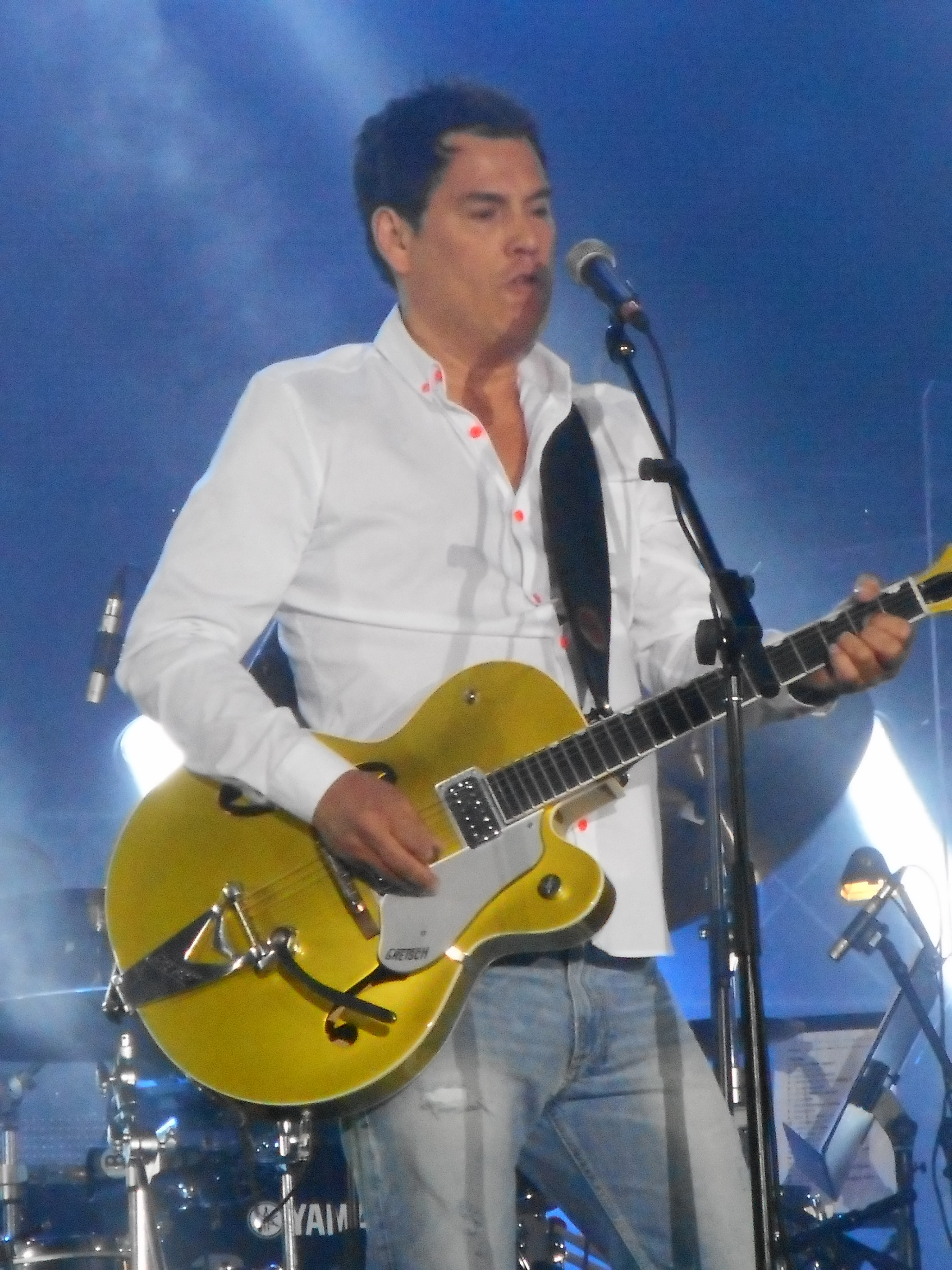
Patrick Bourgeois
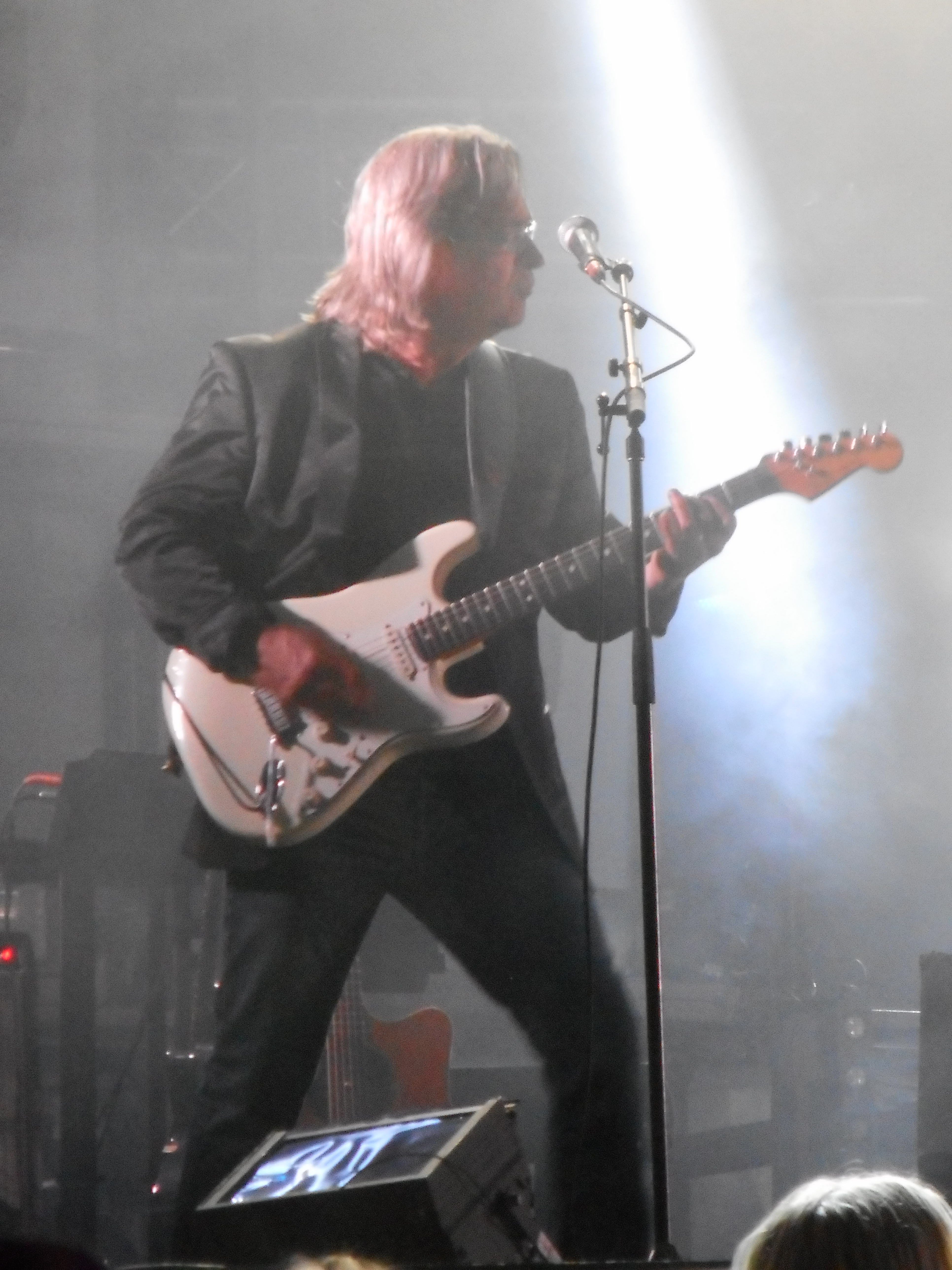
Alain Lapointe
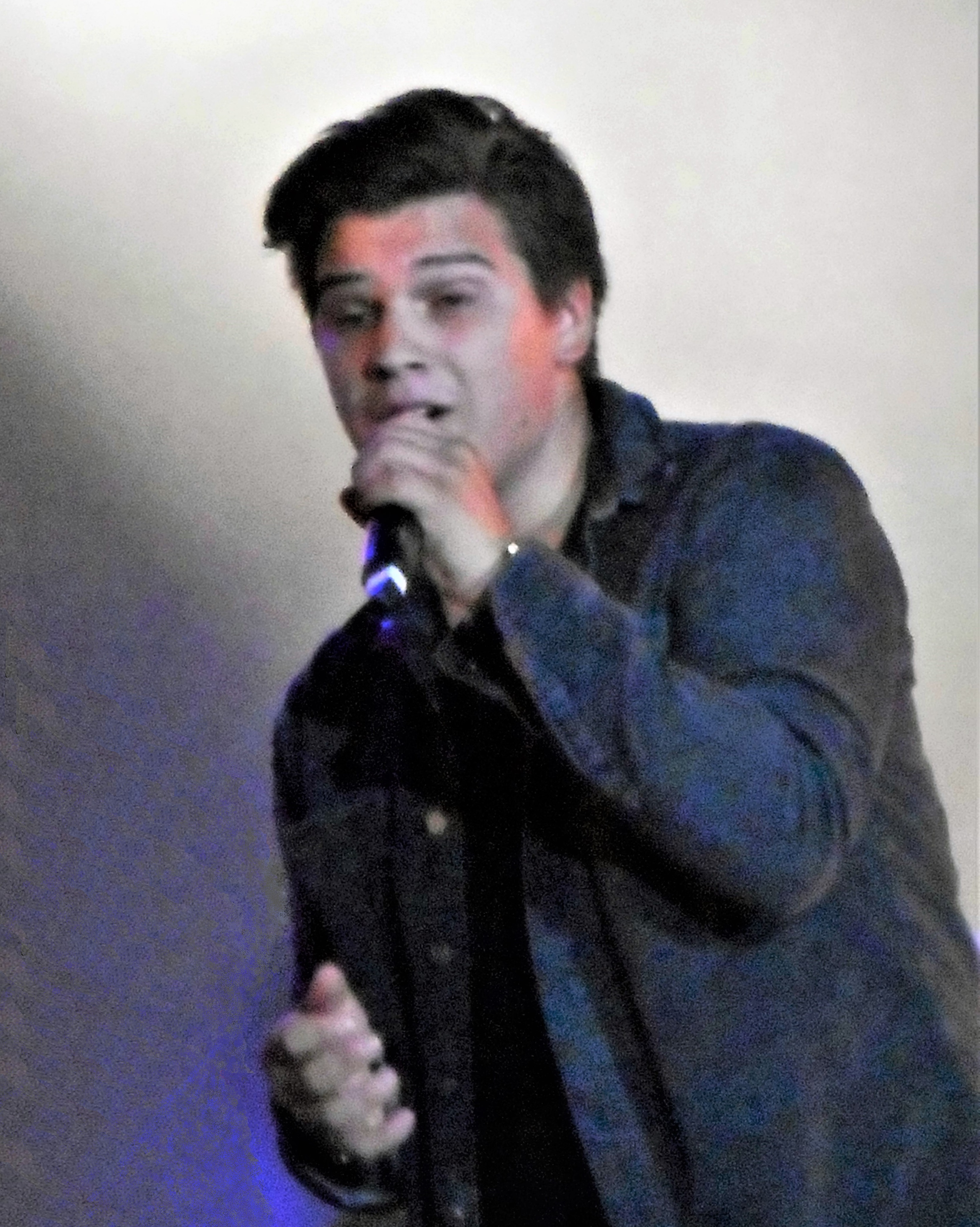
Ludovick Bourgeois

## Lauréats et nominations

### Gala de l'ADISQ
| Année | Catégorie                                            | Pour                        | Résultat   |
| ----- | ---------------------------------------------------- | --------------------------- | ---------- |
| 1990  | groupe de l'année                                    | Les BB                      | lauréat    |
| 1990  | microsillon de l'année - rock                        | Les BB                      | lauréat    |
| 1990  | premier disque                                       | Les BB                      | nomination |
| 1990  | spectacle de l'année - pop-rock                      | Les BB                      | lauréat    |
| 1991  | album de l'année - meilleur vendeur                  | Les BB                      | nomination |
| 1992  | album de l'année - meilleur vendeur                  | Snob                        | nomination |
| 1992  | album de l'année - pop/rock                          | Snob                        | nomination |
| 1992  | chanson populaire de l'année                         | Donne-moi ma chance         | nomination |
| 1992  | groupe de l'année                                    | Les BB                      | lauréat    |
| 1992  | spectacle de l'année - auteur-compositeur-interprète | Le nouveau spectacle des BB | nomination |
| 1993  | chanson populaire de l'année                         | Seul au combat              | nomination |

### Prix Juno[10]
| Année | Catégorie                       | Pour   | Résultat   |
| ----- | ------------------------------- | ------ | ---------- |
| 1991  | album de l'année                | Les BB | nomination |
| 1992  | album francophone le plus vendu | Snob   | nomination |
| 1993  | groupe de l'année               | Les BB | nomination |